# Z Cars
Z Cars è una serie televisiva britannica in 773 episodi trasmessa per la prima volta nel corso di dodici stagioni dal 1962 al 1978.
È una serie del genere poliziesco a sfondo drammatico incentrata sulle vicende della squadra mobile della polizia nella città fittizia di Newtown (basata su Kirkby, vicino a Liverpool).
Le storie ruotano attorno a coppie di agenti che pattugliano le zone di competenza. Il personaggio presente in tutta la serie è Bert Lynch, interpretato da James Ellis. Altri attori regolari delle prime stagioni sono Stratford Johns (ispettore Barlow), Frank Windsor (detective Watt), Robert Keegan (sergente Blackitt), Joseph Brady (agente "Jock" Weir) e Brian Blessed ("Fancy" Smith).
Il percorso originale della serie si concluse nel 1965. Barlow, Watt e Blackitt divennero quindi protagonisti di uno spin off, la serie Doppia sentenza (Softly Softly, 1966-1969). Z Cars fu poi ripresa nel marzo del 1967 con James Ellis e Joseph Brady come unici personaggi rimasti delle stagioni iniziali. I nuovi episodi avevano un format da soap opera e duravano 25 minuti, veniva presentata una storia a settimana divisa in due parti trasmesse in due giorni. La serie fu trasmessa con queste modalità fino al 1971 (a colori dall'inizio del 1970), per poi tornare a un modello con stagioni regolari ed episodi di 50 minuti per i suoi ultimi anni (dal gennaio del 1972 fino al 1978).

## Origine del titolo
Il titolo, contrariamente alla credenza popolare, non proviene dalle auto usate, come la Ford Zephyr e la Ford Zodiac. In effetti, la Zephyr era lo standard per le auto di pattuglia usate nel Lancashire e di altre forze di polizia, mentre la Zodiac era l'auto usata per i compiti più specializzati, come nel traffico. Il termine deriva dai segnali delle chiamate radio assegnate dal Lancashire Constabulary; le divisioni di polizia del Lancashire erano indicate con lettere dell'alfabeto dal nord al sud: la "A" Division (con sede a Ulverston) era la parte distaccata del Lancashire a quel tempo nei pressi di Barrow-in-Furness, la "B" Division era la città di Lancaster, e così via. Altre lettere dell'alfabeto indicavano aree del sud intorno a Manchester e Liverpool. La serie televisiva prese le inesistenti indicazioni di Z-Victor 1 e Z-Victor 2.

## Personaggi e interpreti

### Personaggi principali
- Sergente Lynch (626 episodi, 1962-1978), interpretato da James Ellis.
- Detective Sergente Stone (420 episodi, 1967-1974), interpretato da John Slater.
- Agente Quilley (340 episodi, 1969-1978), interpretato da Douglas Fielding.
- Agente Newcombe (277 episodi, 1967-1971), interpretato da Bernard Holley.
- Agente Skinner (220 episodi, 1969-1975), interpretato da Ian Cullen.
- Detective Ispettore Goss (215 episodi, 1969-1973), interpretato da Derek Waring.
- Agente Weir (178 episodi, 1962-1978), interpretato da Joseph Brady.
- BD Girl (146 episodi, 1967-1971), interpretata da Jennie Goossens.
- Agente Bannerman (130 episodi, 1967-1969), interpretato da Paul Angelis.
- Detective Sergente Watt (129 episodi, 1962-1978), interpretato da Frank Windsor.
- Detective Chief Ispettore Barlow (126 episodi, 1962-1965), interpretato da Stratford Johns.
- Agente Smith (114 episodi, 1962-1978), interpretato da Brian Blessed.
- Sergente Blackitt (108 episodi, 1962-1965), interpretato da Robert Keegan.

### Personaggi secondari
- Agente Graham (86 episodi, 1962-1978), interpretato da Colin Welland.
- Agente Culshaw (84 episodi, 1967-1977), interpretato da David Daker.
- Agente Sweet (78 episodi, 1962-1964), interpretato da Terence Edmond.
- Agente May (68 episodi, 1965-1978), interpretato da Stephen Yardley.
- Detective Ispettore Witty (64 episodi, 1963-1969), interpretato da John Woodvine.
- Agente Render (63 episodi, 1971-1978), interpretato da Allan O'Keefe.
- Agente Roach (60 episodi, 1962-1969), interpretato da Ron Davies.
- Detective Sergente Haggar (57 episodi, 1962-1978), interpretato da John Collin.
- Agente Baker (51 episodi, 1964-1975), interpretato da Geoffrey Whitehead.
- Agente Parkin (50 episodi, 1967-1971), interpretata da Pauline Taylor.
- Agente Bowman (45 episodi, 1965-1973), interpretato da John Swindells.
- Detective Ispettore Todd (42 episodi, 1964-1968), interpretato da Joss Ackland.
- Agente (40 episodi, 1967-1978), interpretato da Pat Gorman.
- Detective Con. Hicks (39 episodi, 1962-1970), interpretato da Michael Forrest.
- Agente Covill (39 episodi, 1971-1972), interpretato da Jack Carr.
- Agente (38 episodi, 1969-1978), interpretato da Constance Carling.
- Agente Steele (35 episodi, 1962-1978), interpretato da Jeremy Kemp.
- Detective Ispettore Hudson (33 episodi, 1962-1968), interpretato da John Barrie.
- Agente Horrocks (33 episodi, 1964-1977), interpretato da Barry Lowe.
- Sergente Twentyman (30 episodi, 1962), interpretato da Leonard Williams.
- Agente Tate (30 episodi, 1967-1970), interpretato da Sebastian Breaks.
- Agente Jackson (29 episodi, 1967-1968), interpretato da John Wreford.
- Detective Con. Scatliff (29 episodi, 1969-1974), interpretato da Geoffrey Hayes.
- Detective Con. Braithwaite (27 episodi, 1965-1978), interpretato da David Jackson.
- Detective Ispettore Moffat (27 episodi, 1970-1977), interpretato da Ray Lonnen.
- Agente Stacey (25 episodi, 1962-1977), interpretata da Lynn Furlong.
- Agente (25 episodi, 1965-1978), interpretato da Patrick Milner.
- Detective Sergente Bowker (25 episodi, 1967-1978), interpretato da Brian Grellis.
- Sergente Chubb (25 episodi, 1974-1978), interpretato da Paul Stewart.
- Detective Con. Smithers (24 episodi, 1962-1974), interpretato da Ken Jones.
- Sally Clarkson (24 episodi, 1962), interpretata da Diane Aubrey.
- Detective Con. Kane (23 episodi, 1962-1978), interpretato da Christopher Coll.
- Paula Poulton (23 episodi, 1965), interpretata da Sara Aimson.
- Agente (22 episodi, 1962-1968), interpretato da Michael Earl.
- Katy Hoskins (21 episodi, 1962-1973), interpretata da Virginia Stride.
- Agente Howarth (21 episodi, 1969-1975), interpretata da Stephanie Turner.
- Ufficiale (20 episodi, 1962-1963), interpretato da Frank Hawkins.
- Agente Taylor (20 episodi, 1964-1965), interpretato da Marcus Hammond.
- Agente (20 episodi, 1969-1977), interpretato da Roy Pearce.

## Produzione
La serie, ideata da Troy Kennedy-Martin, fu prodotta da Ron Craddock, David Rose e Richard Beynon per la  British Broadcasting Corporation e girata a Liverpool e a Ruislip in Inghilterra. La colonna sonora è stata creata da Fritz Spiegl sulla base della tradizionale canzone popolare di Liverpool Johnny Todd.

### Registi
Tra i registi sono accreditati:
- Hugh David in 8 episodi (1967-1969)
- Christopher Barry in 7 episodi (1971-1978)
- Douglas Camfield in 6 episodi (1969)
- Mary Ridge in 6 episodi (1972-1974)
- Bill Hays in 5 episodi (1963-1977)
- John McGrath in 4 episodi (1962-1978)
- Herbert Wise in 4 episodi (1962)
- John Glenister in 4 episodi (1968)
- Fiona Cumming in 4 episodi (1974-1977)
- Christopher Morahan in 3 episodi (1962-1964)
- John Llewellyn Moxey in 3 episodi (1962)
- Philip Dudley in 3 episodi (1964)
- Ken Loach in 3 episodi (1964)
- Geoffrey Nethercott in 3 episodi (1964)
- Rodney Bennett in 3 episodi (1973-1974)
- Shaun Sutton in 2 episodi (1962-1964)
- Michael Leeston-Smith in 2 episodi (1963-1965)
- Richmond Harding in 2 episodi (1964)
- Derek Martinus in 2 episodi (1974-1978)
- Gerald Blake
- Michael E. Briant
- Tristan DeVere Cole
- Ron Craddock
- Joan Craft
- John Howard Davies
- Michael Ferguson
- Barry Letts
- James MacTaggart
- Brian McDuffie
- Matthew Robinson
- Julia Smith

## Episodi
| Stagione            | Episodi | Prima TV UK | Prima TV Italia |
| ------------------- | ------- | ----------- | --------------- |
| Prima stagione      | 31      | 1962        |                 |
| Seconda stagione    | 42      | 1962-1963   |                 |
| Terza stagione      | 42      | 1963-1964   |                 |
| Quarta stagione     | 43      | 1964-1965   |                 |
| Quinta stagione     | 12      | 1965        |                 |
| Sesta stagione      | 416     | 1967-1971   |                 |
| Settima stagione    | 76      | 1971-1972   |                 |
| Ottava stagione     | 40      | 1972-1973   |                 |
| Nona stagione       | 32      | 1973-1975   |                 |
| Decima stagione     | 13      | 1976        |                 |
| Undicesima stagione | 13      | 1977        |                 |
| Dodicesima stagione | 13      | 1978        |                 |

La serie fu trasmessa nel Regno Unito dal 2 gennaio 1962 al 20 settembre 1978 sulla rete televisiva BBC One.